# Hans Stangassinger
Hans Stangassinger (ur. 5 stycznia 1960 w Berchtesgaden) – niemiecki saneczkarz reprezentujący RFN, mistrz olimpijski, medalista mistrzostw świata i Europy.

## Kariera
Największy sukces w karierze osiągnął w styczniu 1984 roku, kiedy w parze z Franzem Wembacherem zdobył złoty medal w dwójkach podczas igrzysk olimpijskich w Sarajewie. Był to jednak jego jedyny występ olimpijski. Ponadto zdobywał też brązowe medale w tej konkurencji na mistrzostwach świata w Hammarstrand (1981), mistrzostwach Europy w Winterbergu (1982) i mistrzostwach świata w Lake Placid (1983), a podczas mistrzostw Europy w Olang (1984) był drugi. Zajął też drugie miejsce w klasyfikacji generalnej Pucharu Świata w dwójkach w sezonie 1982/1983, a w sezonie 1980/1981 zajął trzecie miejsce.

## Osiągnięcia

### Igrzyska olimpijskie
| Rok  | Miejsce  | Dwójki |
| ---- | -------- | ------ |
| 1984 | Sarajewo | 1.     |

### Puchar Świata

#### Miejsca na podium w klasyfikacji generalnej
| Sezon     | Miejsce |
| --------- | ------- |
| 1980/1981 | 3.      |
| 1982/1983 | 2.      |